# New South Wales Cup
La New South Wales Cup è il massimo campionato di rugby a 13 per club nello stato australiano del Nuovo Galles del Sud. 
Fa riferimento alla New South Wales Rugby League, membro della Federazione di rugby a 13 dell'Australia. È composta da tredici squadre, riserve della Federazione principale.